# Hindou Oumarou Ibrahim
Hindou Oumarou Ibrahim es una geógrafa y activista medioambiental chadiana. Coordina la Asociación de Mujeres Peul y Pueblos Autóctonos del Chad (AFPAT) y codirige el pabellón de la Iniciativa Mundial de los Pueblos Indígenas y del Pabellón en la COP21, COP22 y COP23.

## Activismo
Ibrahim es una activista ambiental que trabaja en nombre de su pueblo, los mbororo en Chad. Se educó en Yamena, la capital de Chad, y pasó sus vacaciones con los indígenas mbororo, que son agricultores tradicionalmente nómadas que pastorean y cuidan ganado. Durante el curso de su educación, se dio cuenta de las formas en que era discriminada como mujer indígena y también de las formas en que sus homólogos mbororo eran excluidos de las oportunidades educativas que ella recibía. En 1999 fundó la Asociación de Mujeres y Pueblos Indígenas Peul de Chad (AFPAT), una organización comunitaria centrada en promover los derechos de las niñas y mujeres de la comunidad mbororo e inspirar liderazgo y defensa de la protección del medio ambiente.La organización recibió su licencia de funcionamiento en 2005 y desde entonces ha participado en negociaciones internacionales sobre clima, desarrollo sostenible, biodiversidad y protección del medio ambiente.
Su enfoque en la defensa del medio ambiente surgió de su experiencia de primera mano de los efectos del cambio climático global en la comunidad Mbororo, que depende de los recursos naturales para su propia supervivencia y la de los animales que cuidan. Durante años, han estado experimentando los efectos de la sequía del lago Chad; El lago es una fuente vital de agua para los habitantes de Chad, Camerún, Níger y Nigeria, y ahora tiene el 10% de su tamaño que tenía en la década de 1960.En un testimonio escrito ante la Organización Internacional para las Migraciones, Ibrahim enfatizó que su pueblo, y las comunidades indígenas como la suya, son "víctimas directas del cambio climático", que ha trabajado para desplazarlos, obligándolos a abandonar sus propias tierras en busca de aquellos que pueden sostener su forma de vida. En ese testimonio, también habló de las consecuencias de la migración causada por el cambio climático, que deja desproporcionadamente vulnerables a las comunidades de migrantes.
Ibrahim escribió sobre la importancia de reconocer los derechos de los pueblos indígenas al diseñar el cambio climático global para una variedad de medios, entre ellos están incluidos Quartz y la Agenda del Foro Económico Mundial.  A Ibrahim le preocupó el derecho legal de los pueblos indígenas a poseer y administrar las tierras donde viven. Tales derechos legales garantizan que las comunidades indígenas tengan agencia legal en desarrollos económicos que podrían desplazarlas, como proyectos de perforación petrolera, minería y plantas hidroeléctricas.
Ibrahim ha trabajado en colaboración con la Unesco y el Comité Coordinador de Pueblos Indígenas de África (IPACC) en un proyecto para mapear en 3D la región desértica del Sahel en Chad, donde actualmente viven 250.000 mbororos que dependen de la agricultura de subsistencia. El proyecto combinó tecnologías de mapeo 3D con conocimiento científico indígena para desarrollar una herramienta para gestionar de manera sostenible el medio ambiente y empoderar las voces indígenas, en particular las de las mujeres, para tomar decisiones sobre la planificación de un futuro de adaptación y mitigación del clima. Ibrahim, en su charla TED de diciembre de 2019 sobre el impacto del cambio climático, dijo que al crear el mapeo 3D, se incorporaron las voces de las mujeres a la toma de decisiones y también brindar a los hombres el respeto que le otorga su tradición. Las mujeres pudieron identificar dónde recogían las medicinas y dónde recogían los alimentos, a lo que los hombres accedieron asintiendo con la cabeza. Ha explicado como su abuela puede conocer el pronóstico del tiempo, la inmigración de animales, el tamaño de la fruta y el comportamiento de su propio ganado al observar su entorno. En una entrevista con la BBC para el proyecto 100 Mujeres de la BBC, Ibrahim señaló: "Cada cultura tiene una ciencia. Por eso es realmente importante que la voz indígena esté allí".
En 2016, Ibrahim fue seleccionada para representar a la sociedad civil en la firma del histórico Acuerdo Climático de París el 22 de abril de 2016. En su declaración durante la firma, señaló: "El cambio climático está añadiendo pobreza a la pobreza todos los días, obligando a muchos a abandonar sus hogares en busca de un futuro mejor".
En 2018, Ibrahim asistió a la Conferencia de las Naciones Unidas sobre el Cambio Climático de 2018 y mantuvo una conversación con Arnold Schwarzenegger durante una mesa redonda. No estuvo de acuerdo con la opinión de Schwarzenegger de que la gente puede ayudar a detener el cambio climático conduciendo coches eléctricos, reduciendo el consumo de carne y otras acciones civiles menores. Ibrahim dijo a Schwarzenegger que el cambio debe provenir de los gobiernos y los responsables políticos Puesto que  los pueblos del mundo en desarrollo son las principales víctimas del cambio climático a pesar de que no son los principales contribuyentes a las emisiones de carbono. También apareció como entrevistada en el Podcast de las Naciones Unidas y África en ese evento donde habló sobre la importancia de la tecnología para reducir el impacto del cambio climático en los países desérticos. 
En 2019, Ibrahim se convirtió en una de las 17 personas designadas como defensoras de los Objetivos de Desarrollo Sostenible por las Naciones Unidas. Los ODS, que se componen de 17 objetivos, adoptados en 2015, son la forma en que las Naciones Unidas intentan hacer del mundo un lugar mejor, mientras que los defensores fueron designados para ayudar a crear conciencia y velar por que estos objetivos se logren desempeñando los roles asignados.

## Liderazgo
Ibrahim ha desempeñado diversas funciones de liderazgo defendiendo la importancia del conocimiento indígena para mitigar los efectos del cambio climático. Se convirtió en copresidenta del Foro Internacional de Pueblos Indígenas sobre el Cambio Climático, en representación del grupo en la Convención de las Naciones Unidas de Lucha contra la Desertificación (UNCCD) y de la Alianza Panafricana por la Justicia Climática (PACJA), donde también actúa como presidenta del reclutamiento. Es miembro de la Junta Normativa de las Naciones Unidas: Asociación de Pueblos Indígenas (UNIPP) y del Comité Ejecutivo del Comité Coordinador de los Pueblos Indígenas de África (IPACC).

## Reconocimientos
En 2017, Ibrahim fue reconocida como Exploradora Emergente de la National Geographic Society, un programa que reconoce y apoya a científicos, conservacionistas, narradores e innovadores destacados. Ese mismo año, apareció como parte del proyecto 100 Mujeres de la BBC, que reconoce a 100 mujeres influyentes e inspiradoras cada año. En 2018, fue incluida como una de las 100 mujeres de la BBC. En 2019, recibió el premio Pritzker Emerging Environmental Genius Award de la Pritzker Family Foundation. Este mismo año, la revista Time incluyó a Ibrahim como una de las 15 mujeres que defienden la acción contra el cambio climático.
En 2020, Refugees International le otorgó el premio Richard C. Holbrooke 2020 por su contribución a la promoción de los derechos y los intereses de las comunidades vulnerables. En 2021, Ibrahim se convirtió en una de las galardonadas con los Premios Rolex a la Empresa en 2021.